# USS Duluth (CL-87)
USS Duluth (CL-87) là một tàu tuần dương hạng nhẹ thuộc lớp Cleveland của Hải quân Hoa Kỳ được hoàn tất vào giai đoạn cuối Chiến tranh Thế giới thứ hai. Nó là chiếc tàu chiến đầu tiên của Hải quân Mỹ được đặt cái tên này, theo tên thành phố Duluth thuộc tiểu bang Minnesota. Duluth đã phục vụ thuần túy tại Mặt trận Thái Bình Dương từ khi nhập biên chế cho đến khi chiến tranh kết thúc. Giống hầu hết các tàu chị em cùng lớp, nó ngừng hoạt động không lâu sau đó, được đưa về lực lượng dự bị và không bao giờ phục vụ trở lại. Con tàu bị tháo dỡ vào năm 1960. Duluth được tặng tưởng hai Ngôi sao chiến trận cho thành tích hoạt động trong Thế Chiến II.

## Thiết kế và chế tạo

### Thiết kế
Lớp Cleveland được thiết kế nhằm mục đích gia tăng tầm xa hoạt động, tăng cường hỏa lực phòng không và sự bảo vệ chống ngư lôi so với các tàu tuần dương Hoa Kỳ trước đây. Cho dù kém hơn ba nòng pháo 6-inch so với những chiếc lớp Brooklyn dẫn trước, hệ thống kiểm soát hỏa lực mới và tiên tiến hơn giúp cho lớp Cleveland có được ưu thế về hỏa lực trong chiến đấu thực tế. Tuy nhiên việc tăng cường thêm dàn hỏa lực phòng không hạng nhẹ cho đến cuối Thế Chiến II khiến các con tàu bị nặng đầu đáng kể.

### Chế tạo
Duluth được đặt lườn tại xưởng tàu của hãng Newport News Shipbuilding & Dry Dock Company tại Portsmouth, Virginia vào ngày 9 tháng 11 năm 1942. Nó được hạ thủy vào ngày 13 tháng 1 năm 1944, được đỡ đầu bởi Bà E. H. Hatch, phu nhân thị trưởng thành phố Duluth, Minnesota, và được cho nhập biên chế vào ngày 18 tháng 9 năm 1944 dưới quyền chỉ huy của hạm trưởng, Đại tá Hải quân Donald Roderick Osborn, Jr.

## Lịch sử hoạt động
Từ ngày 14 tháng 12 năm 1944 đến ngày 2 tháng 3 năm 1945, Duluth phục vụ như một tàu tuần dương huấn luyện tại Newport, Rhode Island. Sau một đợt đại tu ngắn tại Norfolk, Virginia, nó lên đường vào ngày 7 tháng 4 năm 1945 hướng sang Thái Bình Dương, đi đến Trân Châu Cảng vào ngày 29 tháng 4. Đến ngày 8 tháng 5, nó lên đường để gia nhập Đệ Ngũ hạm đội và gặp gỡ các tàu sân bay nhanh vào ngày 27 tháng 5. Nó chịu đựng nhiều hư hại về cấu trúc phía mũi tàu do một cơn bão vào ngày 5 tháng 6, buộc phải quay trở lại Guam để sửa chữa, rồi gia nhập Lực lượng Đặc nhiệm 38 vào ngày 21 tháng 7, làm nhiệm vụ hộ tống các tàu sân bay trong các đợt không kích cuối cùng xuống chính quốc Nhật Bản, vốn kéo dài cho đến khi chiến tranh kết thúc.
Từ ngày 24 tháng 8 năm 1945 cho đến khi nó tiến vào vịnh Tokyo vào ngày 16 tháng 9, Duluth hoạt động cùng với Lực lượng Đặc nhiệm 38 trong vai trò làm cột mốc radar và tuần tra chiến đấu trên không dẫn đường cho máy bay vận tải chuyển lực lượng chiếm đóng đến Nhật Bản. Đến ngày 1 tháng 10, Duluth lên đường quay trở về Hoa Kỳ, về đến Seattle kịp lúc vào ngày 19 tháng 10 cho các lễ hội nhân Ngày Hải quân.
Đặt căn cứ tại San Pedro, California, Duluth phục vụ một lượt hoạt động tại Viễn Đông từ ngày 3 tháng 1 đến ngày 27 tháng 9 năm 1946, và vào ngày 24 tháng 2 năm 1947 đã lên đường cho một chuyến viếng thăm Trân Châu Cảng kéo dài. Từ tháng 5 đến tháng 7, nó viếng thăm Melbourne và Sydney thuộc Australia, Truk, Guam và Manila. Duluth lại phục vụ tại Viễn Đông thêm một lượt nữa, tuần tra dọc theo bờ biển Trung Quốc từ ngày 22 tháng 9 năm 1947 cho đến ngày 19 tháng 5 năm 1948, khi nó quay trở về cảng nhà mới là Long Beach, California. Nó đã đưa các sĩ quan Hải quân Dự bị trong một chuyến đi huấn luyện đến British Columbia vào mùa Hè năm 1948, và vào tháng 2 năm 1949 tham gia các hoạt động tại vùng biển lạnh giá ngoài khơi Kodiak, Alaska.
Duluth được cho xuất biên chế để đưa về lực lượng dự bị vào ngày 25 tháng 6 năm 1949. Nó bị bán để tháo dỡ vào ngày 14 tháng 11 năm 1960.

## Phần thưởng
Duluth được tặng tưởng hai Ngôi sao chiến trận cho thành tích hoạt động trong Thế Chiến II.
|                           |  |  |
| Bronze star · Bronze star |  |  |

| Dãi băng Hoạt động Tác chiến                                            | Huân chương Phục vụ Trung Hoa        | Huân chương Chiến dịch Hoa Kỳ           |
| Huân chương Chiến dịch Châu Á-Thái Bình Dương với 2 Ngôi sao Chiến trận | Huân chương Chiến thắng Thế Chiến II | Huân chương Phục vụ Chiếm đóng Hải quân |